# Bus-la-Mésière
Bus-la-Mésière är en kommun i departementet Somme i regionen Hauts-de-France i norra Frankrike. Kommunen ligger i kantonen Montdidier som tillhör arrondissementet Montdidier. År 2022 hade Bus-la-Mésière 142 invånare.

## Befolkningsutveckling
Antalet invånare i kommunen Bus-la-Mésière
| Referens: INSEE |